# ناتاشا یی
ناتاشا یی (انگلیسی: Natasha Yi؛ زاده ۲۵ مارس ۱۹۷۹) یک مانکن است. 